# Dawid Krzykała
Dawid Krzykała (ur. 11 listopada 1977) – polski muzyk, perkusista grupy Łzy. W zespole gra od samego początku jego istnienia.

## Życie prywatne
Ma żonę Anię córkę Elę i syna Szymona. Mieszka w Tworkowie.